# A Couple of Cuckoos
A Couple of Cuckoos (jap. カッコウの許嫁 Kakkō no Iinazuke) ist eine Manga-Serie von Miki Yoshikawa, die seit 2020 in Japan erscheint. Die romantische Komödie wurde unter anderem ins Deutsche übersetzt und 2022 als Anime für das japanische Fernsehen adaptiert.

## Inhalt
Erst als Oberschüler erfährt der 16-jährige Nagi Umino (海野 凪), dass er als Baby vertauscht worden ist und er nicht bei seinen leiblichen Eltern aufwuchs. Doch nun beschließt seine Familie, dass er mit diesen anderen Eltern zusammengeführt werden soll. Auf dem Weg zum ersten Treffen mit diesen trifft Nagi die Influencerin Erika Amano (天野 エリカ), die ebenfalls auf die Oberschule geht. Da er glaubt, sie wolle sich von einer Brücke stürzen, greift er nach ihr. Doch es stellt sich heraus, dass sie sich mit einer Video-Aufnahme davon gegen eine arrangierte Heirat wehren wollte. Nun erpresst sie Nagi mit dem Bild seines versehentlichen Griffes nach ihren Brüsten. Er soll ihren Freund mimen, um die Heirat abzuwenden. Und um Stalker abzuwehren, die Erika wegen ihrer Berühmtheit am Hals hat. Doch als Nagi dann bei seinen neuen, alten Eltern ankommt und sie kennenlernt, erfährt er, dass auch er verheiratet werden soll. Um ihn nicht von seiner alten Familie zu trennen, sollen die vertauschten Kinder heiraten, sodass jeder in beiden Familien bleiben kann. Und da stellt sich Erika als die Tochter der anderen Familie heraus und Nagi als ihr ungewollter oder nun doch von ihr erwünschter Verlobter.
Nagi will eigentlich mit Hiro Segawa zusammenkommen, die die beste Schülerin in der Schule ist und nur mit jemandem ausgehen möchte, der besser ist als sie. Daher lernt Nagi eifrig, doch als nun Erika und seine Schwester Sachi in ein von Erikas Vater gekauftes Haus leben, sind Schwierigkeiten vorprogrammiert.

## Veröffentlichungen
Die Serie erscheint seit Januar 2020 in Einzelkapiteln im Shōnen Magazine beim Verlag Kōdansha. Eine Kurzgeschichte erschien bereits 2019 im gleichen Magazin und wurde bei einer Leserumfrage als neu zu startende Serie gewählt. Der Verlag brachte die Kapitel ab Mai 2020 auch gesammelt in bisher 28 Bänden heraus (Stand Juni 2025). Der erste Band war bereits nach kurzer Zeit ausverkauft.
Eine deutsche Übersetzung wird seit Oktober 2021 vom Carlsen Verlag in bisher 18 Bänden herausgegeben (Stand August 2025). Eine englische Fassung erscheint beim amerikanischen Ableger von Kōdansha. In Japan erschien im April 2021 eine Umsetzung der Geschichte als Roman.

## Animeserie
Im September 2021 wurde für 2022 eine Adaption des Mangas als Anime angekündigt. Bei der Produktion von den Studios Shinei Animation und Synergy SP führte Hiroaki Akagi und Yoshiyuki Shirahata Regie. Yasuhiro Nakanishi ist der Hauptautor und das Charakterdesign entwarf Aya Takano. Der Anime wird seit 23. April 2022 von TV Asahi in Japan ausgestrahlt. Crunchyroll veröffentlicht die Serie international per Streaming in mehreren Synchronfassungen sowie mit Untertiteln, darunter auch jeweils eine Fassung auf Deutsch.
Im Juli 2024 wurde bekannt, dass sich eine zweite Staffel in Produktion befindet, die 2025 starten soll.

### Synchronisation
| Rolle          | Japanische Stimme (Seiyū) | Deutsche Stimme  |
| -------------- | ------------------------- | ---------------- |
| Nagi Umino     | Kaito Ishikawa            | Rajko Geith      |
| Erika Amano    | Akari Kitō                | Julia Bautz      |
| Sachi Umino    | Konomi Kohara             | Milena Rybiczka  |
| Hiro Segawa    | Nao Tōyama                | Anni C. Salander |
| Sōichirō Amano | Toshiyuki Morikawa        | Florens Schmidt  |

### Musik
Die Musik der Serie wurde komponiert von Rei Ishizuka. Die Vorspannlieder sind Dekoboko von Kiyoe Yoshioka und Glitter von sumika. die Abspanne wurden unterlegt mit den Liedern Shikaku Unmei von Sangatsu no Phantasia und Hello Hello Hello von Eir Aoi.